# Ein göttliches Paar
Ein göttliches Paar (Originaltitel: Rab Ne Bana Di Jodi, Hindi: - रब ने बना दी जोड़ी; Urdu: سب نے دبا دی لوڑی; Übersetzung: Ein Paar im Himmel gemacht) ist eine romantische Hindi-Film-Komödie von Aditya Chopra aus dem Jahr 2008. Sie wurde von Yash Raj Films produziert. In Deutschland wurde der Film unter dem Titel Ein göttliches Paar – Rab Ne Bana Di Jodi veröffentlicht.

## Handlung

### Anfang
Der schüchterne und introvertierte Surinder „Suri“ Sahni ist Büroangestellter bei „Punjab Power“. Er verliebt sich in die Tochter seines ehemaligen Professors, die schöne und temperamentvolle Taani Gupta, die er das erste Mal bei den Vorbereitungen ihrer Hochzeit sieht. Bei ihrer ersten Begegnung schimpft Taani scherzhaft über Suri und gibt ihm die Schuld für die Aufstellung von unmöglichen Forderungen von ihrem Vater durch Suri, die sie als Kind nie erfüllen konnte. Eine kurze Zeit später erleidet Taanis Vater einen Herzinfarkt, als die gesamte Hochzeitsgesellschaft erfährt, dass Taanis Verlobter und seine ganze Familie bei einem Verkehrsunfall ums Leben kamen.

### Mitte
Da der Professor befürchtet, dass Taani nach seinem Tod alleine auf der Welt ist, fragt er Suri, ob er sie heiraten würde. Suri stimmt zu; Taani stimmt unter Tränen und nur auf die Bitte ihres Vaters auch zu. Nach einer übereilten Hochzeit nimmt Suri Taani zu sich nach Amritsar mit nach Hause. Während Suri Taani mit außergewöhnlicher Sorgfalt behandelt, hat er zu viel Angst ihr seine Liebe zu gestehen. Allerdings sagt Taani ihm, dass sie zwar versuchen wird ihm eine gute Ehefrau zu werden, ihn aber niemals lieben wird. Suri bemüht sich auch weiterhin ihr jeden Wunsch zu erfüllen. Dazu gehören regelmäßige Besuche in Kinos, um dort Gesangs- und Tanz-Filme anzusehen, welche Taanis Fantasien über Romantik und ihre Leidenschaft fürs Tanzen wecken. Bald bittet sie Suri um die Erlaubnis an einem teuren Tanzkurs teilnehmen zu dürfen. Suri erlaubt ihr in die Tanzklasse der Tanzschule „Dancing Jodi“ zu gehen.
Bei einem Besuch im Kino findet Suri, dass er mit den starken, maskulinen Schauspielern, die Taani bewundert, nicht mithalten kann. Später fragt er seinen Freund aus Kindertagen Balwinder „Bobby“ Khosala – Inhaber eines Friseursalons – um Ratschläge, wie er Taanis Liebe gewinnen kann. Bobby ist bemüht ihm zu helfen und schlägt eine komplette Veränderung vor. Dazu gehört seinen Schnurrbart zu beseitigen (was Suri eigentlich nicht wollte), seine Frisur zu ändern und ihm neue Klamotten, einschließlich Sonnenbrille, zu geben. Suri wird in den lauten, manchmal unhöflichen und fröhlichen „Raj“ verwandelt. Er ist benannt nach dem Helden in dem Film, den Taani bewundert hat. Er schließt sich dem Tanzkurs von Taani an und wird durch Zufall – oder, wie er glaubt, durch göttlichen Eingriff – Taanis Tanzpartner in einem Wettbewerb. Trotz der anfänglichen Rohheit von Raj – eine Folge von Surinders Unerfahrenheit mit Frauen und seinen Versuchen „coolen“ Bildern aus Filmen zu entsprechen – werden er und Taani Freunde, da sie gemeinsam für den Tanzwettbewerb arbeiten. Suri fühlt sich ermutigt, da Taani ihm zum Fest von Raksha Bandhan kein Bändchen ums Handgelenk gebunden hat, was bedeuten würde, dass er für sie nur wie ein Bruder ist. So gesteht ihr Raj nach einer gewissen Zeit seine Liebe.
Suris Plan bringt beide in innere Konflikte. Taani will einerseits mit Raj aus ihrem Leben, ihrer Ehe ohne Liebe fliehen, fühlt sich jedoch gezwungen bei Suri zu bleiben, da sie ihrem Vater das Versprechen gegeben hat. Suris Konflikt ergibt sich aus seinem Doppelleben: Taani ist immer traurig als seine Frau, während sie bei „Raj“ sehr fröhlich und ausgelassen ist. Er versucht als Suri Taanis Liebe zu gewinnen, ein Plan, der sie nur weiter entfremdet. Schließlich flieht sie, um Raj zu finden, um ihn zu fragen, ob er ihr helfen kann. Er bietet ihr an mit ihr durchzubrennen, nach kurzem Überlegen erklärt sie sich unter Tränen damit einverstanden. Sie legen das Datum für ihre Flucht für die nächste Nacht fest, die Nacht des Wettbewerbs.
Am Tag des Wettbewerbs nimmt Suri Taani mit in den Goldenen Tempel in Garner, um Gott um seinen Segen für ihren Wettbewerb, die Nacht – und intern, auch für ihr Leben mit Raj – zu bitten. Taani bittet Gott sich ihr in einer Person zu zeigen, die sie liebt. Die Person, die sie sieht, ist aber nicht Raj, sondern Suri. Zum ersten Mal wird sie sich der Stärke und Integrität von Suris Charakter bewusst. Deshalb erzählt Taani Raj, dass sie nicht mit ihm weggehen kann. Sie verlässt ihn und geht zum Wettbewerb.

### Ende
Als Taani und Raj an der Reihe sind, taucht Raj nicht auf. Taani glaubt, dass er nicht mehr mit ihr tanzen will. Nach einiger Zeit kommt doch jemand auf die Bühne. Es ist aber nicht Raj, sondern Suri. Taani ist erstaunt Suri auf der Bühne zu sehen und nicht Raj. Dies ist der Zeitpunkt in dem Taani sich in Suri verliebt (und nicht in Raj).

## Musik
1. Haule Haule (Sukhwinder Singh)
2. Phir Milenge Chalte Chalte (Sonu Nigam)
3. Tujh Mein Rab Dikhta Hai (Roopkumar Rathod)
4. Dance Pe Chance (Sunidhi Chauhan, Labh Janjua)
5. Tujh Mein Rab Dikhta Hai (slow) (Shreya Ghoshal)
6. Dancing Jodi

Das Lied Phir Milenge Chalte Chalte ist eine Hommage an die legendären Bollywoodschauspieler Raj Kapoor, Dev Anand, Rajesh Khanna, Shammi Kapoor und Rishi Kapoor. Deshalb sind Liedzitate aus deren erfolgreichen Filmen herausgenommen worden unter anderem Awaara Hoon (Awaara), Pyar Hua und Mera Joota Hai Japani (Der Prinz von Piplinagar), Jeena Yahaan Marna Yahaan (Mera Naam Joker), Bol Radha Bol Sangam (Sangam), Jab Pyar Kisise Hota Hai und Jiya Oh Jiya (Jab Pyar Kisise Hota Hai), Dil Ka Bhanwar (Tere Ghar Ke Samne), Yahoo (Junglee), Woh Haseena Zulfon Wali (Teesri Manzil), Badan Pe Sitare Lapete Hue (Prince), Mere Sapnon Ki Rani (Aradhana), Babu Moshai (Anand), Mere Jeevan Saathi (Mere Jeevan Saathi), Zindagi Safar Hai Suhana (Andaz), Jai Jai Shiv Shankar (Aap Ki Kasam), Bachna Ae Haseeno (Hum Kisi Se Kum Nahin), Dard-e-Dil (Karz), O Meri Chandni (Chandni). Die Aufführung des Songs beinhaltet Auftritte von Kajol, Bipasha Basu, Lara Dutta, Preity Zinta und Rani Mukerji.
Die DVD erschien am 15. Mai 2009 bei Rapid Eye Movies auf Deutsch.

## Kritiken
„‚Rab Ne Bana Di Jodi‘ ist ein Schmachtfetzen, mit den üblichen verwickelten Herzensangelegenheiten, die ausführlich besungen und betanzt werden. Zugleich ist diese jüngste große Summe des indischen Mainstreamkinos aber auch ebendies – ein Film, der viele frühere enthält, ein Himmel, in den viele Geschichten hineinragen, ein Paradies aus ganz irdischen Wünschen.“ – Frankfurter Allgemeine, Juni 2009